# Tomislav Marić
Tomislav Marić (n. 28 ianuarie 1973, Heilbronn, Germania) este un fost fotbalist croat.
Între 2002 și 2003, Marić a jucat 9 de meciuri și a marcat 2 goluri pentru echipa națională a Croației.

## Statistici
| Croația | Croația | Croația |
| An      | Meciuri | Goluri  |
| ------- | ------- | ------- |
| 2002    | 4       | 1       |
| 2003    | 5       | 1       |
| Total   | 9       | 2       |